# 静岡県道298号・愛知県道505号渋川鳳来線
静岡県道298号・愛知県道505号渋川鳳来線（しずおかけんどう298ごう・あいちけんどう505ごう しぶかわほうらいせん）は、静岡県浜松市浜名区から愛知県新城市大野に至る一般県道である。

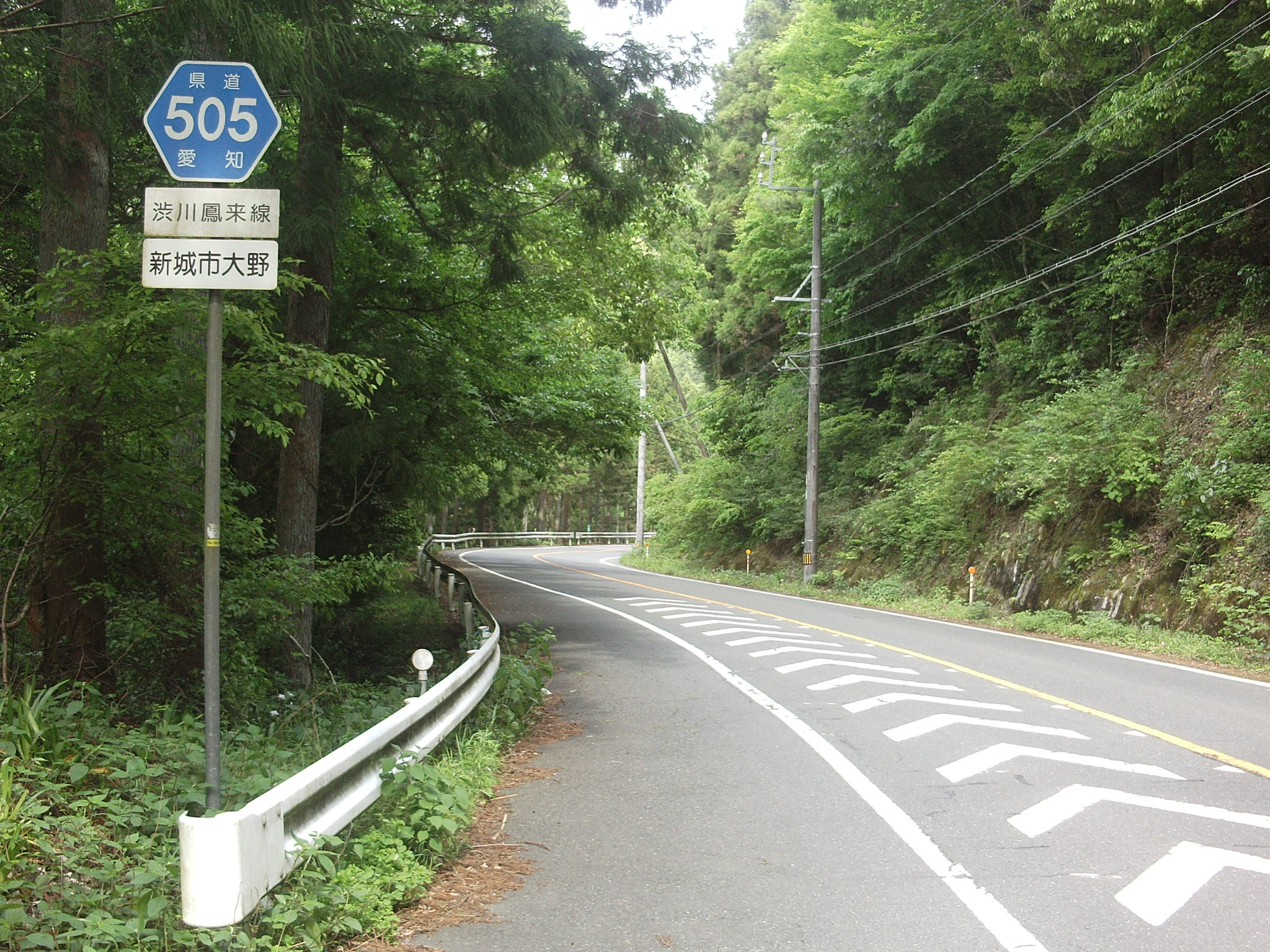
新城市大野

## 概要
静岡県と愛知県の境を成す弓張山地を越える道路としては、ほぼ最北端を通る県道である。

### 路線データ
- 起点：静岡県浜松市浜名区引佐町渋川（静岡県道47号引佐六郎沢線交点）
- 終点：愛知県新城市大野（愛知県道439号能登瀬新城線交点、国道151号に接続）
- 総距離：静岡県内4.8km、愛知県内約12.3km

## 重複区間
- 愛知県道442号鳳来佐久間線（愛知県新城市内）

## 沿革
- 1972年5月4日 - 認定。

## 地理

### 通過する自治体
- 静岡県
  - 浜松市（浜名区）
- 愛知県
  - 新城市

### 接続路線
- 静岡県道47号引佐六郎沢線（浜松市浜名区引佐町渋川地内）
- 愛知県道442号鳳来佐久間線（新城市七郷一色地内 - 巣山地内および明治橋西交差点付近で重複）
- 愛知県道439号能登瀬新城線（明治橋西交差点）